# المكتبة البريطانية للعلوم السياسية والاقتصادية

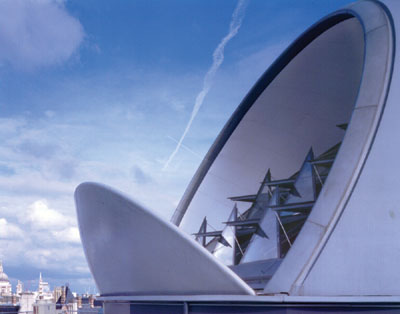
سطح المكتبة

المكتبة البريطانية للعلوم السياسية والاقتصادية وهي المكتبة الأساسية في كلية لندن للاقتصاد والعلوم السياسية وهي أكبر مكتبة متخصصة في العلوم الاجتماعية على مستوى العالم.

## حول المكتبة
تقع المكتبة في شارع البرتغال في الجهة الشمالية من مباني الكلية. وتعتبر المكتبة منذ تأسيسها عام 1896 من المكتبات الوطنية في العلوم الاجتماعية في المملكة المتحدة كما تعد مقتنياتها ذات أهمية وطنية خاصة. وتتعامل المكتبة مع ما يتجاوز 6,500 زيارة يومية من الطلية وأعضاء هيئة التدريس في كلية لندن للاقتصاد وتقدم خدمات البحث الدولية المختصة لما يزيد عن 12,000 مستخدم خارجي كل عام.
وتجمع المكتبة المواد على أساس دولي واسع في جميع اللغات الأوروبية. يزيد المجموع الكلي لطول الرفوف في المكتبة عن 50 كم وتشتمل على ما يزيد عن 4 ملايين ونصف مليون مادة من بينها 31,000 مجلة ودورية. وتشترك الجامعة مع 15,000 مجلة إلكترونية وهذا جزء بسيط من قاعدتها الإلكترونية.
تم تطوير المكتبة في العام 2000 بتكلفة بلغت 35 مليون جنية إسترليني، وتم إعادة افتتاح المنبى في 27 تشرين الثاني 2001 وحاز المبنى على جائزة في العام 2002 لإبداع التصميم والسب المبتكرة للحفاظ على البيئة فيه. وكانت هنالك أعمال تطوير وتوسعة أخرى في العام 2007 حيث زادت المواد الدراسية بنسبة 60% وتم وضع مساحات إضافية للدراسة والقراءة بالإضافة إلى المرافق الأخرى والتي تكون الخدمة فيها ذاتية.
انطلقت من هذه المكتبة العديد من المبادرات الوطنية والإقليمية كالمبادرة التي ما زال العمل جارياً عليها منذ العام 1950 والتي تهدف إلى جدولة جميع الأعمال التي تم كتابتها في العلوم الاجتماعية تحت عنوان الببليوغرافيا الدولية للعلوم الاجتماعية. وتشتمل المكتبة على جميع الوثائق والإصدارات التابعة للأمم المتحدة. كما يوجد تمثيل للعديد من المنظمات العالمية مثل منظمة التعاون والتنمية الاقتصادية ومنظمة العمل الدولية، ومنظمة التجارة العالمية. وغيرها من المنظمات.

## «الملاذ»
في خريف 2009 تم افتتاح مساحة جديدة للطلبة ذات طابع اجتماعي واسمها «ملاذ» (Escape), حيث تقع قريباً من مدخل المكتبة. وتوفر هذه الفكرة مساحة للطلبة خارج بيئة المكتبة الأكاديمية للراحة والحديث مع الزملاء وأكل الوجبات الخفيفة، وهي مبادرة تشجع الطلبة على أخذ قسط من الراحة حين يشعرون بالحاجة لذلك والحفاظ على بيئة المكتبة للدراسة والبحث العلمي.

## وصلات خارجية
الموقع الرسمي للمكتبة